# Diocesi di Isinda
La diocesi di Isinda (in latino Dioecesis Isindensis) è una sede soppressa del patriarcato di Costantinopoli e una sede titolare della Chiesa cattolica.

## Storia
Isinda, nei pressi dell'odierna Korkuteli in Turchia, è un'antica sede episcopale della provincia romana della Panfilia Seconda nella diocesi civile di Asia. Faceva parte del patriarcato di Costantinopoli ed era suffraganea dell'arcidiocesi di Perge.
La diocesi è menzionata nelle Notitiae Episcopatuum del patriarcato fino al XII secolo. La diocesi dovette scomparire con l'occupazione ottomana della Panfilia agli inizi del XIII secolo.
Sono cinque i vescovi noti di questa antica diocesi. La sottoscrizione di Edesio si trova due volte tra gli atti del concilio di Efeso del 431, benché il suo nome non appaia mai nelle liste di presenza al concilio. Marcellino intervenne al concilio di Calcedonia nel 451. Talleleo fu tra i padri del secondo concilio di Costantinopoli nel 553. Ignazio partecipò al concilio di Costantinopoli dell'879-880 che riabilitò il patriarca Fozio di Costantinopoli. La sigillografia ha restituito il nome del vescovo Niceforo, vissuto fra X e XI secolo.
Le Quien aggiunge il vescovo Cirillo, che prese parte al primo concilio ecumenico celebrato a Nicea nel 325. Tuttavia, secondo l'Index patrum Nicaenorum restitutus di Heinrich Gelzer, Cirillo fu vescovo di Omona e non di Isinda.

## Sede titolare
Dal XIX secolo Isinda è annoverata tra le sedi vescovili titolari della Chiesa cattolica; la sede è vacante dal 24 ottobre 1994. Il titolo appare nell'Annuario Pontificio del 1885 con il nome di Isionda (Isiondensis), mutato in Isinda (Isindensis) con l'Annuario pontificio del 1926.
A partire dallo stesso Annuario Pontificio 1926 è stata inserita tra le sedi titolari cattoliche anche Sinda, presunto episcopato della Panfilia Seconda, suffraganea di Perge. Questa sede, ignota a tutte le fonti antiche e assente nelle Notitiae Episcopatuum patriarcali, è riconducibile, secondo Stiernon, alla sede di Isinda.

## Cronotassi

### Vescovi greci
- Edesio † (menzionato nel 431)
- Marcellino † (menzionato nel 451)
- Talleleo † (menzionato nel 553)
- Ignazio † (menzionato nell'879)
- Niceforo † (circa X-XI secolo)

### Vescovi titolari
- Peter Augustine O'Neill, O.S.B. † (26 novembre 1909 - 6 novembre 1911 deceduto)
- Marcelin-Charles Marty † (14 aprile 1919 - 3 febbraio 1921 succeduto vescovo di Nîmes)
- Emanuel-Anatole-Raphaël Chaptal de Chanteloup † (20 febbraio 1922 - 27 maggio 1943 deceduto)
- Leonardo José Rodriguez Ballón, O.F.M. † (30 dicembre 1943 - 6 luglio 1945 nominato vescovo di Huancayo)
- Léon-Joseph Suenens † (12 novembre 1945 - 24 novembre 1961 nominato arcivescovo di Malines)
- Joseph William Regan, M.M. † (1º febbraio 1962 - 24 ottobre 1994 deceduto)